# Gmina Jeziora Wielkie
Die Gmina Jeziora Wielkie ist eine Landgemeinde im Powiat Mogileński der Woiwodschaft Kujawien-Pommern in Polen. Ihr Sitz ist das gleichnamige Dorf (deutsch Groß See, vor 1875: Groß Jeziory) mit etwa 560 Einwohnern.

## Gliederung
Zur Landgemeinde (gmina wiejska) Jeziora Wielkie gehören 21 Dörfer (deutsche Namen, amtlich bis 1945) mit einem Schulzenamt (solectwo):
- Berlinek
- Budy
- Dobsko (Kaisersfelde)
- Gaj (Kaisersfelde)
- Golejewo (Golejewo)
- Jeziora Wielkie (Grosssee)
- Kościeszki
- Kożuszkowo
- Krzywe Kolano
- Lenartowo
- Lubstówek
- Nowa Wieś
- Nożyczyn
- Proszyska
- Radunek
- Rzeszyn (Rzeszyn)
- Rzeszynek (Rzeszynek)
- Siedlimowo (Siedlimowo)
- Siemionki
- Wola Kożuszkowa
- Wójcin

Weitere Ortschaften der Gemeinde ohne Schulzenamt sind Kuśnierz (Kusnierz), Pomiany (Pomiany), Przyjezierze (Przedbojewitz), Sierakowo (Sierakowo), Sierakówek, Wycinki, Wysoki Most, Włostowo und Żółwiny.

## Verkehr
Bei Golejewo befand sich der Bahnhof Gopło der Bahnstrecke Inowrocław–Mogilno.

## Persönlichkeiten
- Gustav Eisenreich (1867–1945), Gymnasiallehrer und oberschlesischer Heimatforscher; geboren in Siedlimowo.